# 12 juin
Pour les articles homonymes, voir Douze-Juin.
12 mai 12 juillet
Chronologies thématiques
- Croisades
- Ferroviaires
- Sports
- Disney
- Anarchisme
- Catholicisme

Abréviations / Voir aussi
- (° 1852) = né en 1852
- († 1885) = mort en 1885
- a.s. = calendrier julien
- n.s. = calendrier grégorien
- Calendrier
- Calendrier perpétuel
- Liste de calendriers
- Naissances du jour

Le 12 juin est le 163e jour, moins souvent le 164e, de l'année du calendrier grégorien ; il en reste ensuite 202.
Son équivalent était généralement le 24 prairial du calendrier républicain ou révolutionnaire français, officiellement dénommé jour du caille-lait (d'une variété de gaillet en botanique).

## Événements

### XIIesiècleav. J.-C.
- -1184 (nuit du 11 juin au 12) : prise de Troie par les Achéens.

### XIVesiècle
- 1381 : plusieurs dizaines de milliers de paysans revendiquant la fin du servage en Grande-Bretagne prennent d'assaut Londres.

### XVesiècle
- 1429 : Jeanne d'Arc monte aux remparts, en brandissant son étendard, et fait tomber la place de Jargeau.
- 1446 : fin des combats de l'ancienne guerre de Zurich.

### XVIesiècle
- 1550 : fondation d'Helsinki, par Gustave Ier Vasa.
- 1560 : Oda Nobunaga remporte la bataille d'Okehazama.

### XVIIesiècle
- 1653 : début de la bataille de Gabbard, lors de la première guerre anglo-néerlandaise.
- 1665 : Thomas Willett devient le premier maire de New York.
- 1672 : Louis XIV franchit le Rhin, à la tête de son armée, au gué de Tolhuis.

### XVIIIesiècle
- 1758 : les Anglais commencent à prendre possession des retranchements français hors de la forteresse de Louisbourg, lors de la guerre de Sept Ans.
- 1776 : adoption de la Déclaration des droits de l'État de Virginie.
- 1790 : Avignon demande son rattachement à la France.
- 1798 : bataille de Ballynahinch, lors de la rébellion irlandaise.

### XIXesiècle
- 1860 : création de la Banque d'État de l'Empire russe.
- 1864 : lors de la guerre de Sécession, la bataille de Cold Harbor est l'une des plus sanglantes batailles de l'histoire américaine, et aussi l'une des plus controversées.
- 1866 : alliance secrète entre l'Autriche et la France contre la Prusse.
- 1898 : déclaration d'indépendance des Philippines.

### XXesiècle
- 1902 : loi sur le droit de vote des femmes en Australie[1].
- 1935 : cessez-le-feu entre le Paraguay et la Bolivie.
- 1936 : la chambre des députés adopte la loi sur la semaine de 40 heures en France[2].
- 1940 : à l'issue de la bataille de Saint-Valery, entre douze mille et vingt-six mille soldats, dont au moins huit mille britanniques, sont capturés par l'armée allemande.
- 1957 : Maurice Bourgès-Maunoury devient président du Conseil, en France.
- 1964 : condamnation de Nelson Mandela à la prison à vie.
- 1966 : inondation à Hong Kong qui fait 64 morts.
- 1967 :  aux États-Unis, l'arrêt Loving v. Virginia, de la Cour suprême fédérale abolit les restrictions raciales aux mariages.
- 1987 : condamnation à mort de l'ex-empereur de la République centrafricaine, Jean-Bedel Bokassa.
- 1990 :
  - la Russie proclame sa souveraineté, par rapport à une URSS en sursis.
  - Le Front islamique du salut remporte les élections locales en Algérie[3].
- 1991 : Boris Eltsine est élu président de la Russie.

### XXIesiècle
- 2005 : la journaliste française de Libération Florence Aubenas et son guide irakien sont libérés par leurs ravisseurs après 5 mois de prise en otages (voir(e) la veille 11 juin)[4].
- 2006 : signature d’un accord de stabilisation et d'association (A.S.A.), entre l'Union européenne et l'Albanie, en vue d'une adhésion future de cette dernière à l'U.E.
- 2009 : réélection de Mahmoud Ahmadinejad à la présidence iranienne.
- 2012 :
  - résolution no 2050 (en), du Conseil de sécurité des Nations unies, sur la non-prolifération nucléaire en république populaire démocratique de Corée.
  - no 2051 (en), du Conseil de sécurité des Nations unies, sur la situation au Moyen-Orient.
- 2014 : massacre de Tikrit.
- 2016 : quarante-neuf civils sont tués, et 58 autres blessés, dans une attaque contre une boîte de nuit gay à Orlando, en Floride (États-Unis) ; le tireur, Omar Mateen, est tué dans une fusillade avec la police.
- 2017 : l’étudiant américain Otto Warmbier rentre chez lui dans le coma, après avoir passé 17 mois dans une prison nord-coréenne, et meurt une semaine plus tard.
- 2018 :
  - la Grèce et la Macédoine annoncent un accord sur le nom de ce dernier pays.
  - Sommet entre Corée du Nord et  États-Unis d'Amérique à Singapour.
- 2021 : en Algérie, les élections législatives ont lieu de manière anticipée afin d'élire pour cinq ans les 407 députés de la Neuvième législature de l'Assemblée populaire nationale[5]. C'est le parti au pouvoir, le FLN qui remporte le scrutin[6].

## Arts, culture et religion
- 1240 : le procès du Talmud est organisé.
- 1856 : l'opérette de Jacques Offenbach La Rose de Saint-Flour est créée au théâtre des Bouffes-Parisiens.
- 1952 : première représentation de l'opéra Trouble in Tahiti de Leonard Bernstein à l'université de Brandeis de Waltham dans le Massachusetts aux États-Unis.
- 1954 : canonisation de Dominique Savio par Pie XII.
- 1963 : première mondiale du film Cléopâtre, de Joseph L. Mankiewicz, à Los Angeles.
- 1972 : sortie du film pornographique Gorge profonde, de Gerard Damiano, au World Mature Theater.
- 1977 : The Supremes présentent leur dernier concert avant séparation au théâtre de Drury Lane à Londres.
- 1981 : le film américain de Steven Spielberg Les aventuriers de l’arche perdue sort aux États-Unis avec le personnage d'Indiana Jones imaginé / né sur une plage de Hawaï et que l'on retrouvera ensuite dans d'autres aventures[7].

## Sciences et techniques
- 1817 : l'inventeur Karl Drais établit un premier record avec sa draisienne parcourant 14,4 km en 1 heure.
- 1966 : début des travaux du barrage de Keban qui est alors le premier et le plus élevé des barrages turcs construits sur l'Euphrate.
- 1967 : lancement de la sonde spatiale russe Venera 4 du programme Venera.
- 1994 : premier vol du Boeing 777 le plus grand biréacteur de l'époque.

## Économie et société
- 1897 : la marque « Couteau d'officier suisse et de sports » (couteau suisse) est protégée.
- 1962 : création du parc national Canaima.
- 2016 : revendication par l'organisation dite État islamique de la pire tuerie de masse de l'histoire des États-Unis depuis le 11 septembre 2001, cette fois dans une discothèque LGBT de Floride[8].

- 2024 : 
  - au Koweït, un incendie se déclare dans un immeuble dans le gouvernorat d'Al Ahmadi, faisant 50 morts et 56 blessés[9].
  - l'épave du Quest — à bord duquel est mort Ernest Shackleton en 1922 et qui a sombré en 1962 — est retrouvée en mer du Labrador[10].
- 2025 : en Inde, le vol Air India 171 (photo) à destination de Londres s'écrase avec 242 personnes à bord sur un quartier résidentiel tuant 28 autres personnes et faisant 60 blessés supplémentaires au sol[11],[12].

## Naissances

### Xesiècle
- 950 : Reizei (冷泉天皇 / Reizei Tennō dit), soixante-troisième empereur du Japon selon l'ordre traditionnel de succession, de 967 à 969 († 21 novembre 1011).

### XIIesiècle
- 1107 : Song Gaozong, dixième empereur de la dynastie Song († 9 novembre 1187).
- 1161 : Constance, duchesse de Bretagne et comtesse de Richmond († 5 septembre 1201).

### XVIesiècle
- 1519 : Cosme Ier de Toscane, duc de Florence puis premier grand-duc de Toscane († 21 avril 1574).
- 1561 : Anne de Wurtemberg, princesse allemande († 7 juillet 1616).
- 1573 : Robert Radclyffe, 5e comte du Sussex († 22 septembre 1629).
- 1577 : Paul Guldin, jésuite, mathématicien et astronome suisse († 3 novembre 1643).

### XVIIesiècle
- 1659 : Jōchō Yamamoto (né Yamamoto Tsunetomo), samouraï japonais († 30 novembre 1719).

### XVIIIesiècle
- 1711 : Louis Legrand, théologien français († 21 juillet 1780).
- 1754 : Isaac Le Chapelier, homme politique français († 22 avril 1794).
- 1760 : Jean-Baptiste Louvet de Couvray, écrivain et homme politique français († 25 août 1797).
- 1771 : Patrick Gass (en), sergent et auteur américain († 2 avril 1870).
- 1775 : Karl Freiherr von Müffling, maréchal prussien († 6 janvier 1851).
- 1776 : José Manuel de Goyeneche y Barreda, militaire, diplomate et homme politique espagnol († 10 octobre 1846).
- 1777 : Robert Clark (en), physicien et homme politique américain († 1er octobre 1837).
- 1795 : John Marston, marin américain († 7 avril 1885).
- 1798 : Samuel Cooper, général américain († 3 décembre 1876).
- 1800 : Samuel Wright Mardis (en), homme politique américain († 14 novembre 1836).

### XIXesiècle
- 1802 : Harriet Martineau, journaliste, écrivaine, militante et sociologue anglaise († 27 juin 1876).
- 1804 : Giovanni Zanardini, médecin et botaniste italien († 24 avril 1878).
- 1806 : John Augustus Roebling, ingénieur germano-américain († 22 juillet 1869).
- 1807 :
  - Ante Kuzmanić (en), journaliste et physicien croate († 10 décembre 1879).
  - Léon de Laborde, archéologue et homme politique français († 26 mars 1869).
- 1812 : Edmond Hébert, géologue français († 4 avril 1890).
- 1817 :
  - Félix Antoine Appert, militaire et diplomate français († 18 avril 1891).
  - Manuel Antonio Tocornal (es), avocat, historien et homme politique chilien († 15 août 1867).
- 1819 : Charles Kingsley, écrivain, historien et prêtre anglais († 23 janvier 1875).
- 1827 : Johanna Spyri, écrivaine suisse alémanique, créatrice de Heidi († 7 juillet 1901).
- 1833 : Manuel Velarde Seoane (es), militaire et homme politique péruvien († 12 novembre 1900).
- 1841 : Watson Fothergill (en), architecte anglais († 6 mars 1928).
- 1843 : David Gill, astronome écossais († 24 janvier 1914).
- 1851 : Oliver Lodge, physicien anglais († 22 août 1940).
- 1857 : Maurice Perrault, architecte, ingénieur et homme politique canadien († 11 février 1909).
- 1858 :
  - Henry « Harry » Hamilton Johnston, explorateur, militaire, botaniste, peintre, écrivain et administrateur colonial anglais († 31 août 1927).
  - Henry Scott Tuke, peintre et photographe anglais († 13 mars 1929).
- 1861 : William Attewell (en), joueur et arbitre de cricket anglais († 11 juin 1927).
- 1863 : Lev Skrbenský z Hříště, prélat tchèque († 24 décembre 1938).
- 1864 : Frank Michler Chapman, naturaliste et ornithologue américain († 15 novembre 1945).
- 1868 : André Suarès, écrivain français († 7 septembre 1948).
- 1869 : Antonio Royo Villanova (es), journaliste espagnol († 7 novembre 1958).
- 1871 : Mamerto Natividad (es), militaire philippin († 11 novembre 1897).
- 1873 :
  - Dominguín (Domingo Del Campo y Álvarez dit), matador espagnol († 7 octobre 1900).
  - Lucila Gamero de Medina, romancière, médecin et féministe hondurienne († 23 janvier 1964).
- 1875 : Sam De Grasse, acteur canadien († 29 novembre 1953).
- 1877 :
  - Thomas C. Hart, amiral et homme politique américain († 4 juillet 1971).
  - Arthur M. Hyde, homme politique américain († 17 octobre 1947).
- 1883 :
  - Fernand Gonder, perchiste français († 12 mars 1969).
  - Robert Harry Lowie, ethnologue autrichien († 21 septembre 1957).
- 1888 : Zygmunt Janiszewski, mathématicien polonais († 3 janvier 1920).
- 1890 : Egon Schiele, peintre et dessinateur autrichien († 31 octobre 1918).
- 1891 : Georges Chemet, aviateur français († 27 septembre 1917).
- 1892 :
  - Djuna Barnes, romancière, dramaturge, artiste et journaliste américaine († 18 juin 1982).
  - Ferdinand Schörner, général allemand († 2 juillet 1973).
- 1896 : Khim Tit, homme d’État cambodgien, Premier ministre en 1956  († 1975).
- 1897 : Anthony Eden, homme d’État britannique, Premier ministre de 1955 à 1957 († 14 janvier 1977).
- 1898 : Jean Temerson, acteur français († 9 août 1956).
- 1899 :
  - Fritz Albert Lipmann, biochimiste germano-américain prix Nobel de physiologie ou médecine 1953 († 24 juillet 1986).
  - Weegee (Arthur Fellig dit), photographe et journaliste américain († 26 décembre 1968).

### XXesiècle
- 1901 :
  - Clyde « Gerry » Geronimi, réalisateur de films d'animation italo-américain († 24 avril 1989).
  - Leonard Harrison Matthews, zoologiste britannique († 27 novembre 1986).
  - Robert de Saint Jean, écrivain et journaliste français († 16 janvier 1987).
- 1902 : Hendrik Jozef Elias, historien et homme politique belge, collaborateur nazi († 2 février 1973).
- 1903 : Emmett Hardy, musicien de jazz américain des New Orleans Rhythm Kings († 16 juin 1925).
- 1905 :
  - Ray Barbuti, joueur de football et sprinteur américain, double médaille d'or olympique († 8 juillet 1988).
  - Amelia de la Torre (es), actrice espagnole († 12 juillet 1987).
- 1906 : Sandro Penna, poète italien († 21 janvier 1977).
- 1908 :
  - Michel Navratil, dernier survivant masculin du naufrage du Titanic († 30 janvier 2001).
  - Joseph-Alphonse Ouimet, ingénieur et administrateur québécois, pionnier de la télévision canadienne († 20 décembre 1988).
  - Henri Rol-Tanguy, homme politique et résistant français († 8 septembre 2002).
  - Marina Semenova, ballerine russe († 9 juin 2010).
  - Otto Skorzeny, militaire allemand († 6 juillet 1975).
  - Moufdi Zakaria, poète algérien († 17 août 1977).
- 1910 : Bill Naughton, dramaturge et écrivain britannique († 9 janvier 1992).
- 1911 : 
  - Milovan Đilas, homme politique et essayiste yougoslave († 20 avril 1995).
  - Adrien Van de Putte, artiste peintre et écrivain belge († 23 mai 1994).
- 1912 :
  - Bill Cowley, joueur de hockey sur glace d’origine québécoise († 31 décembre 1993).
  - Carl Iver Hovland, psychologue américain († 16 avril 1961).
- 1913 :
  - Jean-Victor Allard, militaire canadien († 23 avril 1996).
  - Élisabeth Eidenbenz, infirmière, enseignante et philanthrope suissesse († 23 mai 2011).
  - Maurice Ohana, compositeur français († 13 novembre 1992).
  - Desmond Piers (en), contre-amiral canadien († 1er novembre 2005).
- 1914 : Go Seigen (Wu Qingyuan / 吳清源 dit), joueur de go sino-japonais († 30 novembre 2014).
- 1915 :
  - Priscilla Lane, actrice et chanteuse américaine († 4 avril 1995).
  - Christopher Mayhew, homme politique anglais († 7 janvier 1997).
  - David Rockefeller, homme d'affaires américain († 20 mars 2017).
- 1916 :
  - Irwin Allen, réalisateur, producteur et scénariste américain († 2 novembre 1991).
  - Perdigão Queiroga, cinéaste portugais († 8 mai 1980).
  - Raúl Héctor Castro (en), homme politique et diplomate mexico-américain, 14e gouverneur d'Arizona († 10 avril 2015).
- 1918 :
  - Samuel Zachary Arkoff, producteur américain († 16 septembre 2001).
  - Christie Jayaratnam Eliezer (en), mathématicien australo-srilankais († 10 mars 2001).
  - Florentino Pérez Embid (es), historien, professeur et écrivain espagnol († 23 décembre 1974).
- 1919 :
  - Ahmed Abdallah Abderamane (أحمد عبد الله عبد الرحمن), homme politique comorien, sénateur français puis plusieurs fois président des Comores († 26 novembre 1989, assassiné).
  - Uta Hagen, actrice germano-américaine († 14 janvier 2004).
- 1920 :
  - Dave Berg, dessinateur de comics américain († 16 mai 2002).
  - Peter Jones, acteur, scénariste et homme de radio anglais († 10 avril 2000).
  - Jim Siedow, acteur américain († 20 novembre 2003).
- 1921 :
  - Luis García Berlanga, réalisateur et scénariste espagnol († 13 novembre 2010).
  - Christopher Derrick (en), auteur et critique littéraire anglais († 2 octobre 2007).
  - James Archibald Houston, écrivain, cinéaste et artiste canadien († 17 avril 2005).
  - Jacqueline Piatier, journaliste et critique littéraire française († 20 janvier 2001).
- 1922 : 
  - Margherita Hack, astrophysicienne et vulgarisatrice scientifique italienne († 29 juin 2013).
  - Anise Postel-Vinay, née Girard, résistante déportée française († 24 mai 2020).
- 1923 :
  - Charlotte Boisjoli, actrice québécoise († 30 janvier 2001).
  - Monty Westmore (en), maquilleur américain († 13 novembre 2007).
- 1924 :
  - George Bush, 41e président américain, en fonction de 1989 à 1993 († 30 novembre 2018).
  - Grete Dollitz (en), guitariste et animateur radio germano-américain († 9 mai 2013).
- 1925 :
  - Raphaël Geminiani, cycliste français.
  - Jaime Montestrela, écrivain portugais († 8 novembre 1975).
- 1926 :
  - Amadeo Raúl Carrizo, footballeur argentin († 20 mars 2020).
  - Noriko Ibaragi, poétesse et écrivaine japonaise († 19 février 2006).
- 1928 :
  - Vic Damone, chanteur et acteur américain († 11 février 2018).
  - Bernie Hamilton, acteur américain († 30 décembre 2008).
  - Pétros Molyviátis, homme politique et diplomate grec, plusieurs fois ministre des Affaires étrangères.
  - Richard M. Sherman, compositeur américain de musique de films, notamment pour Disney, avec son défunt frère aîné.
- 1929 :
  - Brigid Brophy, romancière, critique littéraire et militante anglaise († 7 août 1995).
  - Anne Frank, adolescente allemande victime du nazisme, connue pour son journal († 1945).
  - Jameel Jalibi (en), linguiste, écrivain, critique littéraire et expert en ourdou pakistanais († 18 avril 2019).
  - John McCluskey, baron McCluskey (en), homme de loi et homme politique écossais († 20 juillet 2017).
- 1930 :
  - James Wallace « Jim » Burke (en), joueur de cricket australien († 2 février 1979).
  - Donald Byrne, joueur d'échecs américain († 8 avril 1976).
  - Innes Ireland, pilote automobile, ingénieur et journaliste britannique († 22 octobre 1993).
  - Jim Nabors, acteur américain († 30 novembre 2017).
  - Son Sen, homme politique cambodgien, ministre de la Défense des khmers rouges († 10 juin 1997).
- 1931 :
  - Robin Cook, écrivain britannique († vers juillet 1994).
  - Rona Jaffe, romancière américaine († 30 décembre 2005).
  - Trevanian (Rodney William Whitaker dit), auteur américain († 14 décembre 2005).
- 1932 :
  - Mimi Coertse, soprano et productrice sud-africaine.
  - Padmini, actrice indienne († 24 septembre 2006).
  - Mamo Wolde, marathonien éthiopien († 26 mai 2002).
- 1933 : Eddie Adams, photo-journaliste américain († 18 septembre 2004).
- 1934 :
  - John A. Alonzo, directeur de la photographie et acteur américain († 13 mars 2001).
  - Nicole Berger, actrice française († 13 avril 1967).
  - Kevin Billington, réalisateur anglais († 13 décembre 2021).
- 1935 : Ian David Craig, joueur de cricket australien († 16 novembre 2014).
- 1936 : 
  - Nelly Fontán (es), actrice argentine († 22 décembre 2003).
  - Ángel Rambert, footballeur franco-argentin († 25 octobre 1983).
- 1937 :
  - Vladimir Arnold, mathématicien russe († 3 juin 2010).
  - Klaus Basikow (en), joueur et gérant de football allemand († 5 mars 2015).
  - Antal Festetics, biologiste et zoologue hongro-autrichien.
- 1938 :
  - Anne Cowdrey, noble, entraîneur de chevaux de course et pairesse anglais († 23 novembre 2014).
  - Massa Makan Diabaté, historien et écrivain malien († 27 janvier 1988).
  - Jean-Marie Doré, avocat et homme politique guinéen, Premier ministre de janvier à décembre 2010 († 29 janvier 2016).
  - Jean-François Kahn, journaliste et essayiste français († 23 janvier 2025).
  - Tom Oliver (en), acteur anglo-australien.
  - Ian Partridge, ténor anglais.
  - Vania Vilers, acteur français († 22 février 2009).
- 1939 :
  - Jacques Gauthé, musicien de jazz français († 10 juin 2007).
  - Francis Xavier « Frank » McCloskey (en), journaliste, militaire et homme politique américain († 2 novembre 2003).
- 1940 :
  - Jacques Brassard, homme politique québécois.
  - Louisette Dussault, actrice québécoise.
  - Albert Razin, activiste oudmourte  († 10 septembre 2019).
- 1941 :
  - Marv Albert, commentateur sportif américain.
  - Chick Corea, musicien américain († 9 février 2021).
  - Roy Harper, auteur-compositeur-interprète, guitariste et acteur anglais.
  - Reg Presley, chanteur et compositeur britannique du groupe The Troggs († 4 février 2013).
  - Lucille Roybal-Allard, femme politique américaine, représentante de la Californie au Congrès.
- 1942 :
  - Len Barry (en), chanteur, compositeur et réalisateur artistique américain.
  - Bert Sakmann, médecin allemand, prix Nobel de physiologie ou médecine 1991.
- 1945 : Patrick Anthony « Pat » Jennings, joueur et entraîneur de football nord-irlandais.
- 1946 :
  - Michel Bergeron, entraîneur et analyste de hockey sur glace québécois.
  - Catherine Bréchignac, physicienne française.
  - Robert Hewitt « Bobby » Gould, joueur et gérant de football anglais.
- 1947 :
  - Marcelo Araujo (es), journaliste sportif argentin.
  - Shari Eubank, actrice américaine.
  - Juan Madrid, romancier, journaliste, scénariste et réalisateur espagnol.
- 1948 :
  - Hans Binder, pilote de course automobile autrichien.
  - Lyn Collins, chanteuse américaine († 13 mars 2005).
  - Herbert Meyer (en), joueur de football allemand.
- 1949 :
  - Iouri Batourine, cosmonaute russe.
  - Jens Böhrnsen, juge et homme politique allemand, président du Conseil fédéral allemand et président allemand par intérim de mai à juin 2010.
  - Roger Aaron Brown, acteur américain.
  - Marc Tardif, joueur de hockey sur glace québécois.
  - Ivo Linna, chanteur et guitariste estonien du groupe Apelsin.
  - John Wetton, musicien et auteur-compositeur-interprète († 31 janvier 2017).
  - Jean-Jacques Mounier, judoka français.
- 1950 : Bun E. Carlos, batteur américain du groupe Cheap Trick.
- 1951 : Brad Delp, chanteur américain du groupe Boston († 9 mars 2007).
- 1952 :
  - Spencer Abraham, homme politique américain.
  - Pete Farndon (en), bassiste anglais du groupe The Pretenders († 14 avril 1983).
  - Siegfried Brietzke, rameur allemand, triple champion olympique.
- 1953 : Jean-Michel Riou, écrivain français.
- 1954 : Pierre de Bousquet de Florian, préfet français.
- 1957 : Jean-Marc Longval, acteur, réalisateur et scénariste français.
- 1958 : Olivier Weber, écrivain, grand reporter français.
- 1960 : Oskar Freysinger, homme politique suisse.
- 1961 : 
  - Amir Khadir, médecin et homme politique québécois.
  - Julius Kariuki, athlète kényan, champion olympique du 3000 m steeple.
- 1963 : Philippe Bugalski, pilote de rallye français († 10 août 2012).
- 1965 : 
  - Florence Guérin, actrice française.
  - Cathy Tyson (en), actrice anglaise.
  - Gwen Torrence, athlète américaine spécialiste du sprint, triple championne olympique.
- 1967 :
  - Denis Brogniart, journaliste sportif, animateur et arbitre français de jeu télévisé d'aventures.
  - Frances O'Connor, actrice australienne.
- 1968 : Manuel Blanc, acteur français.
- 1969 : Mathieu Schneider, joueur de hockey sur glace américain.
- 1971 :
  - Mark Henry, catcheur et haltérophile américain.
  - Ryan Klesko (en), joueur de baseball américain.
  - Félicia Ballanger, cycliste française, triple championne olympique.
- 1972 : Inger Miller, athlète américaine spécialiste du sprint, championne olympique.
- 1973 : Alyson Annan, joueuse de hockey sur gazon australienne, double championne olympique.
- 1974 :
  - Kerry Kittles, basketteur américain.
  - Hideki Matsui, joueur de baseball japonais.
- 1977 :
  - Richard Ayoade, acteur, réalisateur et scénariste britannique.
  - Wade Redden, joueur de hockey sur glace canadien.
- 1979 :
  - Amandine Bourgeois, chanteuse française.
  - Martine Dugrenier, lutteuse libre québécoise.
  - Diego Milito, footballeur argentin.
  - Robyn (Robin Miriam Carlsson dite), chanteuse suédoise.
  - Damien Traille, joueur de rugby français.
  - Dmitri Gloukhovski, écrivain russe.
- 1980 : Benoît Caranobe, gymnaste français.
- 1981 :
  - Adriana Lima, mannequin brésilien.
  - Gurthrö Steenkamp, joueur de rugby sud-africain.
- 1982 :
  - Loïc Duval, pilote de courses automobile d'endurance français.
  - Sébastien Minard, cycliste sur route français.
  - Marko Popović, basketteur croate.
- 1983 : Bryan Habana, joueur de rugby sud-africain.
- 1984 :
  - Marco Bandiera, cycliste sur route italien.
  - Emmeline Mainguy, footballeuse française.
  - Bruno Soriano Llido, footballeur espagnol.
- 1985 : Dave Franco, acteur américain.
- 1987 : Igor Anic, handballeur français.
- 1988 :
  - Steeve Ho You Fat, basketteur français.
  - Mauricio Isla, footballeur chilien.
- 1989 : Tim Nanai-Williams, joueur de rugby samoan.
- 1990 :
  - Roope Ahonen, basketteur finlandais.
  - Artur Sobiech, footballeur polonais.
- 1991 : Avisail García, joueur de baseball vénézuélien.
- 1992 : Philippe Coutinho, footballeur brésilien.
- 1994 :
  - Mychal Mulder, basketteur canadien.
  - JaCorey Williams, basketteur américain
- 1999 :
  - Louison Coiffet, traileur français.
  - Octave Daube, politique belge.
  - Jan Schöppner, footballeur allemand

### XXIesiècle
- 2000 :
  - Darius Bazley, basketteur américain.
  - Tom Reuveny, véliplanchiste israélien.
  - Aritz Urra, cycliste espagnole.
  - Xie Yu, tireur sportif chinois.
- 2001 : Théo Maledon, basketteur français.
- 2002 :
  - Mathias Vacek, cycliste tchèque.
  - Beka Shvangiradze, joueur géorgien de rugby à XV.
  - Koni De Winter, footballeur belge.
- 2003 :
  - Elias Jelert, footballeur danois.
  - Ignacio Miramón, footballeur argentin.
- 2004 : Arthur Fils, joueur de tennis français.

## Décès

### VIIIesiècle
- 796 (ou 16 avril) : Hicham Ier (Abû al-Walîd “ar-Razî” Hichâm ben `Abd ar-Rahmân ou Hichâm Ier, أبو الوليد "الرضي" هشام بن عبد الرحمن en arabe), 2e émir omeyyade de l'émirat de Cordoue de 788 à l'année de sa mort (° 26 avril 757).

### IXesiècle
- 816 : Léon III, 96e pape, exerçant de 795 à 816 (° 750).

### Xesiècle
- 918 : Æthelflæd, dame de Mercie (° vers 870).

### XIesiècle
- 1020 : Lyfing, archevêque de Canterbury (° inconnue).

### XVesiècle
- 1418 : Bernard VII, comte d'Armagnac, comte de Charolais et connétable de France (° vers 1360).
- 1478 : Louis III, marquis de Mantoue (° 5 juin 1414).

### XVIIIesiècle
- 1772 : Nicolas Thomas Marion Dufresne, navigateur et explorateur français (° 22 mai 1724).

### XIXesiècle
- 1816 : Pierre Augereau, maréchal d'Empire (° 21 octobre 1757).
- 1859 : Martin Goihetxe, écrivain et prêtre basque (° 8 septembre 1791).
- 1870 : Agustín Perera, matador espagnol (° 16 août 1836).
- 1886 : 
  - Georges Ferdinand de Condé, homme politique français (° 4 août 1810).
  - Léon Laurent-Pichat, homme de lettres et homme politique français (° 11 juillet 1823).

### XXesiècle
- 1912 : Ferdinand Zirkel, géologue allemand (° 20 mars 1838).
- 1921 : Ernesto Pastor, matador portoricain (° 4 avril 1892).
- 1928 : Maurice Bloomfield, philologue et indologue américain (° 23 février 1855).
- 1946 : Médéric Martin, homme politique canadien, maire de Montréal de 1914 à 1924 et de 1926 à 1928 (° 22 avril 1869).
- 1951 : Auguste-Olympe Hériot, homme d'affaires français (° 13 février 1886).
- 1952 : Michael von Faulhaber, prélat allemand (° 5 mars 1869).
- 1957 : 
  - Robert Alton, chorégraphe, danseur et réalisateur américain (° 28 janvier 1906).
  - Jimmy Dorsey, musicien et chef d’orchestre américain (° 29 février 1904).
- 1958 : Emily Wynne, artiste textile irlandaise et romancière (° 1872).
- 1966 : Hermann Scherchen, chef d’orchestre allemand (° 21 juin 1891).
- 1969 : Emmanuel d'Astier de La Vigerie, homme politique français (° 6 janvier 1900).
- 1972 : Edmund Wilson, écrivain américain (° 8 mai 1895).
- 1978 : Guo Moruo, écrivain, historien et poète chinois (° 16 novembre 1892).
- 1980 :
  - Masayoshi Ōhira, homme politique japonais (° 12 mars 1910).
  - Milburn Stone, acteur américain (° 5 juillet 1904).
- 1982 : Karl Von Frisch, savant autrichien, prix Nobel de médecine en 1973 (° 20 novembre 1886).
- 1983 :
  - Clemens Holzmeister, architecte autrichien (° 27 mars 1886).
  - Norma Shearer, actrice canadienne (° 10 août 1902).
- 1989 : Lou Monte, chanteur fantaisiste et musicien américain (° 2 avril 1917).
- 1992 : Serge Daney, critique de cinéma et de télévision ( ° 4 juin 1944).
- 1993 : Gérard Côté, marathonien québécois ( ° 27 juillet 1913).
- 1995 : Arturo Benedetti Michelangeli, pianiste italien (° 5 janvier 1920).
- 1997 :
  - Rémy Bourlès, illustrateur de bandes dessinées, dessinateur et scénariste français (° 2 octobre 1905).
  - Serge Bricianer, écrivain et militant international français (° 15 février 1923).
  - Colette Magny, auteure-compositeur-interprète française (° 31 octobre 1926).
  - Vittorio Mussolini, scénariste, producteur de cinéma, journaliste et pilote automobile italien (° 27 septembre 1916).
- 1998 :
  - Georges Buis, militaire et écrivain français (° 24 février 1912).
  - Jon Leirfall, homme politique norvégien (° 7 octobre 1899).
  - Theresa Merritt, actrice américaine ° 24 septembre 1924).
  - Adrien Spinetta, ingénieur français (° 5 octobre 1908).
  - Lucienne Velu, athlète et basketteuse française (° 28 janvier 1902).

### XXIesiècle
- 2002 : José Serra Gil, cycliste sur route espagnol (° 23 décembre 1923)
- 2003 : 
  - Georges Coulonges, auteur et parolier français (° 4 avril 1923).
  - Gregory Peck, acteur américain (° 5 avril 1916).
- 2005 : Patrice Cabanel, réalisateur français (° 11 avril 1957).
- 2006 :
  - György Ligeti, compositeur autrichien (° 28 mai 1923).
  - Maurice Regnaut, poète et traducteur français (° 23 janvier 1928).
  - Kenneth Thomson, magnat canadien de la presse et de la télévision (° 1er septembre 1923).
- 2007 :
  - Guy de Rothschild, banquier français (° 21 mai 1909).
  - Wally Herbert (Walter William Herbert dit), explorateur et écrivain britannique (° 24 octobre 1934)
  - Jim Norton, joueur américain de football américain (° 20 octobre 1938).
- 2011 : Carl Gardner (en), chanteur américain du groupe The Coasters (° 29 avril 1928).
- 2012 :
  - Hector Bianciotti, écrivain et académicien français d'origine argentine (° 18 mars 1930).
  - Henry Hill, gangster américain (° 11 juin 1943).
  - Elinor Ostrom, politologue et économiste américaine, première femme prix dit Nobel d'économie (° 7 août 1933).
- 2013 : Jiroemon Kimura, doyen japonais de l'Humanité (° 19 avril 1897).
- 2014 :
  - Carla Laemmle (Rebecca Isabelle Laemmle dite), actrice américaine devenue doyenne du cinéma (° 20 octobre 1909).
  - Jean-François Probst, homme politique français (° 8 mars 1949).
- 2019 :
  - Hassen Abid, tortionnaire tunisien.
  - Sylvia Miles, actrice américaine (° 9 septembre 1924).
- 2020 : Colo Tavernier (Claudine Elizabeth Micheline Francisca de Paulo O'Hagan dite), scénariste européenne (° 30 juillet 1942).
- 2023 : 
  - Silvio Berlusconi, homme d'affaires et homme d'État italien, président du Conseil des ministres de 1994 à 1995, de 2001 à 2006 et de 2008 à 2011 (° 29 septembre 1936).
  - Jose Castro, styliste espagnol (° 29 mars 1971).
  - John Fru Ndi, homme politique camerounais  (° 7 juillet 1941).
  - Mette Gjerskov, femme politique danoise (° 28 juillet 1966).
  - Harvey Glance, athlète de sprint américain (° 28 mars 1957).
  - Sergueï Goriatchev, général de division russe (° 22 octobre 1970).
  - Carol Higgins Clark, actrice et une romancière américaine (° 28 juillet 1956).
  - Ronnie Knight, homme d'affaires et criminel britannique (° 20 janvier 1934).
- 2024 :
  - William H. Donaldson, homme d'affaires et un haut fonctionnaire républicain américain (° 2 juin 1931).
  - Denise Flouzat-Osmont d'Amilly, économiste française (° 4 décembre 1928).
  - Neil Goldschmidt, homme politique américain (° 16 juin 1940).
  - Shannon O'Neill, femme politique canadienne (° 13 août 1936).
  - Fernando José de França Dias Van-Dúnem, homme d'État angolais (° 24 août 1934).
  - Michel Volle, économiste français (° 4 octobre 1940).
  - Jerry West, basketteur américain (° 28 mai 1938).
  - Viatcheslav Zoudov, cosmonaute soviétique puis russe (° 8 janvier 1942).
- 2025 :
  - Bernard Cassen, professeur des universités, homme politique et journaliste français (° 2 novembre 1937).
  - Patience Eboumbou, ingénieure en télécommunication et femme politique camerounaise (° ).
  - Zoltán Horváth, sabreur hongrois (° 12 mars 1937).
  - Tenzin Namdak, écrivain et chef religieux tibétain (° 27 janvier 1927).

## Célébrations

### Internationale
Journée mondiale contre le travail des enfants.

### Nationales
- Brésil : jour de la saint-Valentin.
- États-Unis : Loving Day (en) commémorant un arrêt de 1967 de la Cour suprême des États-Unis dans l'affaire Loving v. Virginia supra, qui mit fin aux seize dernières lois interdisant le mariage interracial dans certains États-Unis fédérés.
- Paraguay : jour de la paix du Chaco en commémoration du cessez-le-feu entre le Paraguay et la Bolivie le 12 juin 1935.
- Pérou : día del informático / « fête des informaticiens »[14].
- Philippines : fête nationale « de l'indépendance » du pays vis-à-vis d'Espagne, États-Unis voire Japon ou Chine.
- Russie : fête nationale « de l'indépendance » vis-à-vis de l'ex-URSS.

### Religieusechrétienne
Station à l'Anastasis dans le lectionnaire de Jérusalem, avec mémoire des quatre évangélistes retenus : Saints Matthieu, Marc, Luc & Jean ; et lecture de Ro. 10, 12-20 et Mt. 9, 35 – 10, 15 ; avec pour mots communs aux deux péricopes : annoncer et envoyer.

### Saints des Églises chrétiennes

#### Saints catholiques et orthodoxes du jour
Référencés ci-après in fine, :
- Arsène de Konev († 1447), natif de Novgorod, moine au Mont Lisia puis au monastère russe de l'Athos, fondateur d'un monastère dans l'île de Konev.
- Chrodobald (VIIe siècle) -ou « Chrodobalde »-, d'origine franque, disciple de saint Amand, moine à Marchiennes puis prévôt de l'abbaye de Saint-Amand ou Elnone en Belgique.
- Galène et Valère (IIe siècle), martyrs arméniens, crucifiés en Arménie sous l'empereur romain Hadrien.
- Gerbaud († 885), évêque de Chalon-sur-Saône en Bourgogne.
- Léon III († 816), 96e pape de 795 à 816.
- Odolf d'Utrecht († 840), évangélisateur de la Frise.
- Olympius d'Enos († vers 343), évêque d'Enos en Roumélie (Bulgarie).
- Onuphre l'anachorète († vers 400) -ou « Onuphre le Grand »-, anachorète en Égypte, père du désert.
- Pierre l'Athonite (début du IXe siècle) -ou « Pierre de l'Athos »-, ancien soldat de l'armée byzantine, ermite au Mont Athos.

#### Saints et bienheureux catholiques du jour
référencés ci-après :
- Christian O'Morgair (en) († 1138) -ou « Croistan »-, frère de saint Malachie d'Armagh, évêque de Clogher en Irlande à partir de 1126.
- Eskil († 1069), évêque compagnon de saint Siegfried, martyr lapidé en Suède dans la province du Södermanland au sud-ouest de Stockholm.
- Gaspard Bertoni († 1853), prêtre italien et fondateur de la Congrégation des saints stigmates de Notre Seigneur Jésus-Christ.
- Guy de Cortone († 1245), bienheureux, frère mineur, retiré dans une grotte près de Cortone.
- Hildegarde Burjan († 1933), bienheureuse laïque allemande.
- Laurent-Marie Salvi († 1856), bienheureux prêtre italien.
- Lucretia Helena Cevoli († 1767), bienheureuse abbesse italienne.
- Maria Candida dell’Eucaristia († 1949), bienheureuse carmélite italien et mystique.
- Mercédès Marie de Jésus Molina († 1883), bienheureuse religieuse équatorienne et fondatrice d'une congrégation.
- Placide d'Ocra († 1248), bienheureux ermite italien.

#### Saints orthodoxes
aux dates parfois "juliennes" / orientales :
- Arsène de Konev († 1447), natif de Novgorod, moine au Mont Lisia puis au monastère russe de l'Athos, fondateur d'un monastère dans l'île de Konev.
- Bassien et Jonas (ru) de Solovetski († 1561), moines.
- Étienne de Komel (ru) († 1542), fondateur du monastère de Komel en Russie.
- Onuphre de Pskov († 1492), moine - date au calendrier Julien.

### Prénoms du jour
Bonne fête aux Guy, ses variantes : Gui , Guido , Guion, Guiot, Vi, Vit ; et leurs formes féminines : Guiote et Guyonne (voir aussi 18 juin ou 15 juin, et 10 janvier pour les Guillaume et leurs variantes).
Et aussi aux Onuphre  et aux Christian (fête locale) et leurs variantes : Chrétien, Christen, Kristan, Kristen ou Kryzstian, etc. (fête majeure un autre 12, celui de novembre).

## Traditions et superstitions

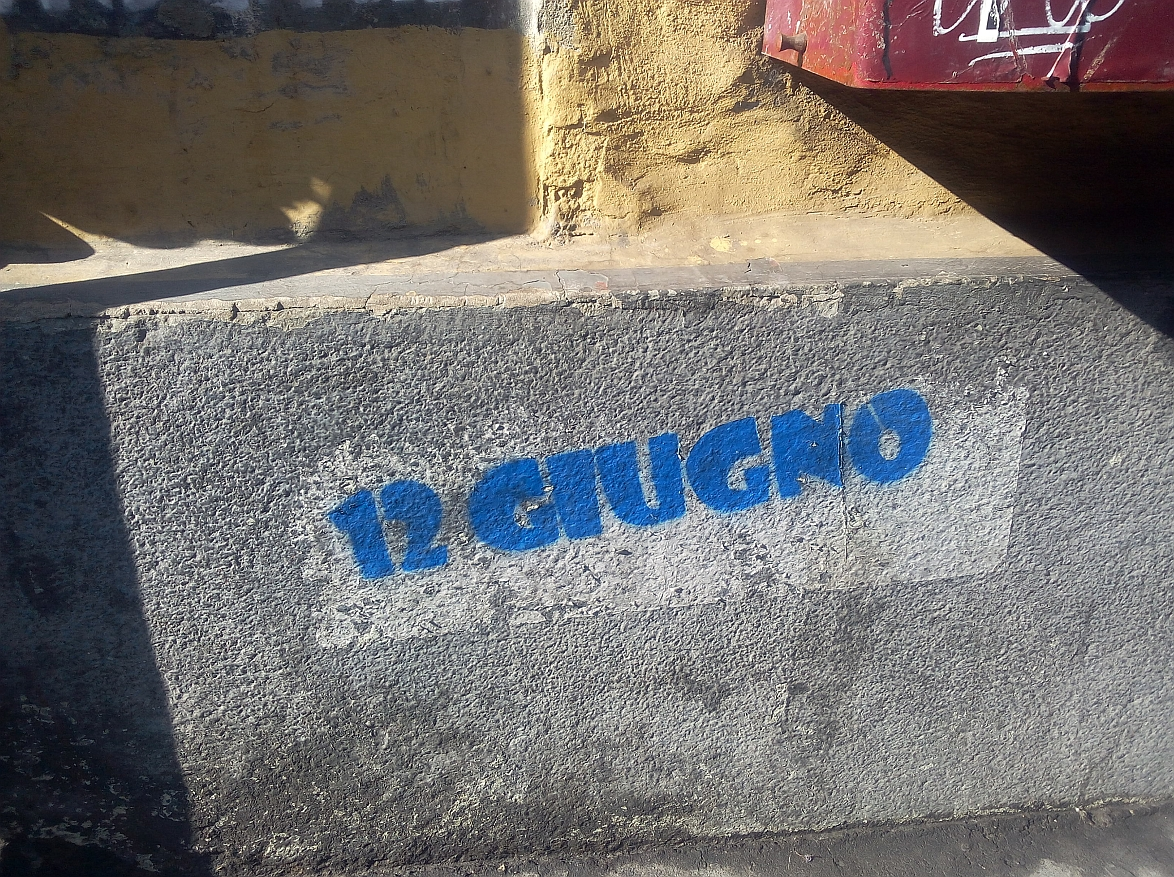
12 giugno en graffito à Turin en Italie

### Dictons
- « La pluie à la saint Vi, un bon an donnera, mais l'orge en souffrira. »[17]
- « Pluie de saint Guy, c'est tout l'an qui rit. »[18]
- « Qui naît à la saint Basilide, ne sera jamais invalide. »[19]

### Astrologie
Signe du zodiaque : 22e jour du signe astrologique des Gémeaux.

## Toponymie
Plusieurs voies, places, sites ou édifices de pays ou provinces francophones contiennent cette date dans leur nom, sous différentes graphies : voir Douze-Juin.